# Болгарські коханці
«Болгарські коханці» (фр. Los novios búlgaros) — іспанський комедійний фільм 2003 року, поставлений режисером Елоєм де ла Іглесіа. Прем'єра стрічки відбулася 13 лютого 2003 року на 53-му Берлінському міжнародному кінофестивалі.
Слоган фільму: Остерігайтеся кохання в радіоактивних пакетах.

## Сюжет
Данієль — успішний іспанський адвокат середнього віку, гей. Він живе в розкішних апартаментах у Мадриді й увесь свій вільний час проводить за обговоренням з друзями любовних пригод один одного. Данієль шалено закохується в привабливого болгарського 23-річного хлопця на ім'я Кирил, який приїхав у столицю в пошуках кращого життя, і починає з ним інтенсивні стосунки. І начебто спочатку все майже ідеально, але незабаром хлопець одружується і починає за побачення вимагати у Данієля великі суми грошей.

## У ролях
| Фернандо Гільєн Куерво | ···· | Данієль        |
| Дрітан Біба            | ···· | Кирил          |
| Пепон Ньєто            | ···· | Гільдо         |
| Рохер Пера             | ···· | Лав'єр         |
| Аніта Сінкович         | ···· | Каліна         |
| Фернандо Альбісу       | ···· | Могамбо        |
| Роман Лукнар           | ···· | Симеон         |
| Симон Андреу           | ···· | батько Данієля |
| Хулія Мартінес         | ···· | мати Данієля   |
| Грасія Олайо           | ···· | Розіта         |

## Відгуки критиків
Видання Нью-Йорк Таймс назвало фільм «Європейським відлунням таких американських культових фільмів, як Сцени з класової боротьби у Беверлі-Гіллз, де секс тісно пов'язаний з пожадливістю і соціальними амбіціями".

## Визнання
| Нагороди та номінації фільму «Болгарські коханці» | Нагороди та номінації фільму «Болгарські коханці»          | Нагороди та номінації фільму «Болгарські коханці» | Нагороди та номінації фільму «Болгарські коханці» | Нагороди та номінації фільму «Болгарські коханці» | Нагороди та номінації фільму «Болгарські коханці» |
| Рік                                               | Кінофестиваль/кінопремія                                   | Категорія/нагорода                                | Номінант                                          | Результат                                         | Результат                                         |
| ------------------------------------------------- | ---------------------------------------------------------- | ------------------------------------------------- | ------------------------------------------------- | ------------------------------------------------- | ------------------------------------------------- |
| 2003                                              | Іспанський кінофестиваль в Малазі                          | Золота Біснага                                    | Болгарські коханці                                | Номінація                                         |                                                   |
| 2003                                              | Філадельфійський міжнародний гей-лесбійський кінофестиваль | Приз журі за найкращий гей-фільм                  | Болгарські коханці                                | Перемога                                          |                                                   |